# Andy Blanco
Andy Alexis Leonardo Blanco (Livingston, 27 de outubro de 1989) é um jogador de vôlei de praia guatemalteco.

## Carreira
Aos 15 anos de idade foi convocado para seleção juvenil e sagrou-se campeão do Campeonato Centro-Americano Sub-21 de 2007 na Costa Rica, na posição de central..
Em 2011, formava dupla com Érick Garrido obtiveram o bronze no Circuito NORCECA em Manzanilloe disputaram o Campeonato NORCECA de Vôlei de Praia em Rosarito e finalizaram na quarta posição, depois, esteve com Luis García e juntos foram medalhistas de bronze nos Jogos Desportivos Centro-Americanos de 2013 em San José (Costa Rica) e vice-campeões na Copa Centro-Americano de Vôlei de Praia de 2011 na Cidade de Belize e repetiram a prata na edição de 2012 em San Salvador.
Na edição da Copa Centro-Americana de Vôlei de Praia de 2013 em San Juan del Sur conquistou a medalha de ouro ao lado de Érick Garridoe o bronze em Santa Lúcia.No ano seguinte, terminaram na sétima posição nos Jogos Desportivos Centro-Americanos de 2014 em Veracruz e a nona posição na etapa de Boquerón do circuito NORCECA. 
No vôlei de quadra, representou o país na edição do Campeonato NORCECA de 2013 em Langley, vestindo a camisa#11 e na posição de central e conquistou o título da Copa Centro-Americana de 2013 na Cidade da Guatemala, sendo premiado como melhor sacador e melhor jogador (MVP) e foi vice-campeão na edição de 2014 em Tegucigalpa e foi premiado como segundo melhor central do torneio e conquistou a medalha de prata nos Jogos Desportivos de 2017 em Manágua, já na posição de oposto conquistou o título da Copa Centro-Americano em San Salvador, premiado como melhor oposto, melhor sacador e melhor jogador (MVP)..
No circuito NORCECA de 2015, conquistou o vice-campeonato em Santa Lúcia ao lado de Luis García e juntos terminaram com o bronze em 2016 na etapa da Tamarindo e foram campeões na Copa Centro-Americana de Vôlei de Praia em Ciudad Colóne m 2016.Em 2017, conquistaram o bicampeonato consecutivo na Copa Centro-Americana de Vôlei de Praia na Manágua e conquistaram a medalha de prata nos Jogos Desportivos Centro-Americanos de Praia de 2017 também em Manágua e disputaram o Campeonato Mundial de Vôlei de Praia de 2017 em Viena e terminaram na trigésima sétima posição.Em 2018,terminaram em sétimo no referido circuito na etapa de La Paz (Baja California Sur), décimo terceiro em Punta Cana e  sexto lugar no Finals em Boca Chica e o sétimo lugar obtido Jogos Centro-Americanos e do Caribe de 2018.
Na temporada de 2019, estava com Luis García na conquista da Copa Centro-Americano de Vôlei de Praia na Cidade de Belize, obtiveram o primeiro lugar na Continental Cup em Manágua, no circuito NORCECA, finalizaram em quarto em Aguascalientes, segundo lugar em Manágua, terceiro lugar em La Paz (Baja California Sur), décimo lugar no Finals em Boca Chica. Na edição do Pan de Lima 2019 terminaram na nona colocação.
No ano de 2021, estava com Luis García quando estrearam no circuito mundial nas etapas de Cancun, quinto lugar no Finals NORCECA, na conquista da medalha de bronze na Copa Pan-Americana de Vôlei de Praia em San Salvador.Em 2022, esteve com Luis García pelo circuito NORCECA, conquistando o vice-campeonato nas Ilhas Cayman e o quinto lugar no Finals NORCECA de 2022 na República Dominicana.
Na quadra, atuou como oposto na Copa Centro-Americana na Cidade da Guatemala e foi medalhista de ouro e melhor jogador (MVP) e em 2023 na Cidade de Belieze, também conquistou o ouro, foi o maior pontuador e melhor saque.Com Luis García finalizaram  em terceiro lugar nas Ilhas Cayman pelo circuito NORCECA e na sétima posição nos Jogos Centro-Americanos e do Caribe de 2023.Estiveram também juntos na edição do Campeonato Mundial de Vôlei de Praia de 2023 nas cidades mexicanas de Tlaxcala de Xicohténcatl,  Apizaco e Huamantla terminaram em trigésimo sétimo lugar e o décimo quinto lugar no Pan de Santiago 2023.

## Títulos e resultados
- Campeoato NORCECA de 2011